# Sacrator polites
Sacrator polites är en fjärilsart som beskrevs av Frederick DuCane Godman och Osbert Salvin 1879. Sacrator polites ingår i släktet Sacrator och familjen tjockhuvuden. Inga underarter finns listade i Catalogue of Life.